# 3,4-metilendioksifeniletanamin
3,4-metilendioksifeniletanamin i iz njega strukturno izvedeni spojevi, vrsta su psihotropnih tvari. Uvršteni su u Hrvatskoj na temelju Zakona o suzbijanju zlouporabe droga na Popis droga, psihotropnih tvari i biljaka iz kojih se može dobiti droga te tvari koje se mogu uporabiti za izradu droga, pod Popis droga i biljaka iz kojih se može dobiti droga, pod 2. Popis psihotropnih tvari i biljaka, Odjeljak 1 - Psihotropne tvari sukladno Popisu 1. Konvencije UN-a o psihotropnim tvarima iz 1971. godine. Kemijskim sastavom to su: 2-(3,4-metilendioksifenil)etanamin i spojevi strukturno izvedeni iz njega supstitucijom na benzenskom prstenu supstituentom ili supstituentima iz skupine koju čine alkil, halogenalkil, alkiloksi, alkiltio, alkilendioksi i halogen, bez obzira na to jesu li ili nisu dodatno modificirani na jedan ili više od sljedećih načina:
- supstitucijom na etilenskoj skupini s jednim ili više alkilnih ili alkiloksi supstituenata;
- supstitucijom na dušikovom atomu supstituentom ili supstituentima iz skupine koju čine alkil, halogenalkil, hidroksil, hidroksialkil i benzil.[1]